# Железничка станица Јагодина
Железничка станица Јагодина је једна од железничких станица на прузи Београд—Ниш. Налази се насељу Јагодина у граду Јагодини. Пруга се наставља у једном смеру ка Параћину, другом према према Багрдану и у трећем према Ћуприји. Железничка станица Јагодина састоји се из 8 колосека.